# Ett kilo diamanter
Ett kilo diamanter är Bobi Souranders första roman, utgiven 1984 av Bonniers Grafiska Industrier AB. Boken inleds med dedikationen " Till de som dog i fängelserna. Vi är alla kunder hos deras mördare." Bobi Sourander var Dagens Nyheters korrespondent i Latinamerika 1969-74, något som påverkade inte bara hans journalistik, författarskap utan också hela hans liv.
Ett kilo diamanter handlar om en svensk fotograf som tar ett uppdrag i Latinamerika där han möter det dagliga våldet och nöden. Huvudpersonen dras in i ett spel där hans liv blir en del av insatsen. Ett kilo diamanter är en thriller om lojalitet och svek men även en skildring av den politiska kampen som har förts och fortfarande förs i Latinamerikanska länder.